# Буча (річка)
Буча (інша назва Бучанка) — річка в Україні, в Бучанському районі та Києво-Святошинському районі а також в Бучанській міській раді Київської області, ліва притока Ірпеня. Басейн Дніпра. Довжина 34 кілометри. Площа водозбірного басейну 301 км². Похил 2 м/км. Долина трапецієвида, завширшки 4 км. Річище слабкозвивисте, шириною 5 м. Використовується на потреби рибництва та водопостачання.
Бере початок в селі Мотижин, далі протікає поблизу сіл Северинівка,Колонщина, Миколаївка, Буча, Михайлівка-Рубежівка, Забуччя, поміж містами Ірпінь та Буча і впадає у річку Ірпінь біля селища Гостомель.
Стік зарегульований ставками комплексного призначення. Біля села Михайлівка-Рубежівка загачена греблею, утворено став. Є великий став і біля міста Бучі. Вище греблі русло розбивається на низку меліоративних каналів, що тягнуться до другого ставка (відстань між ними становить 12 км).

## Притоки
Праві: Бузовка.
Ліві: Грабарівка, Мокра, Мислин.

## Зображення

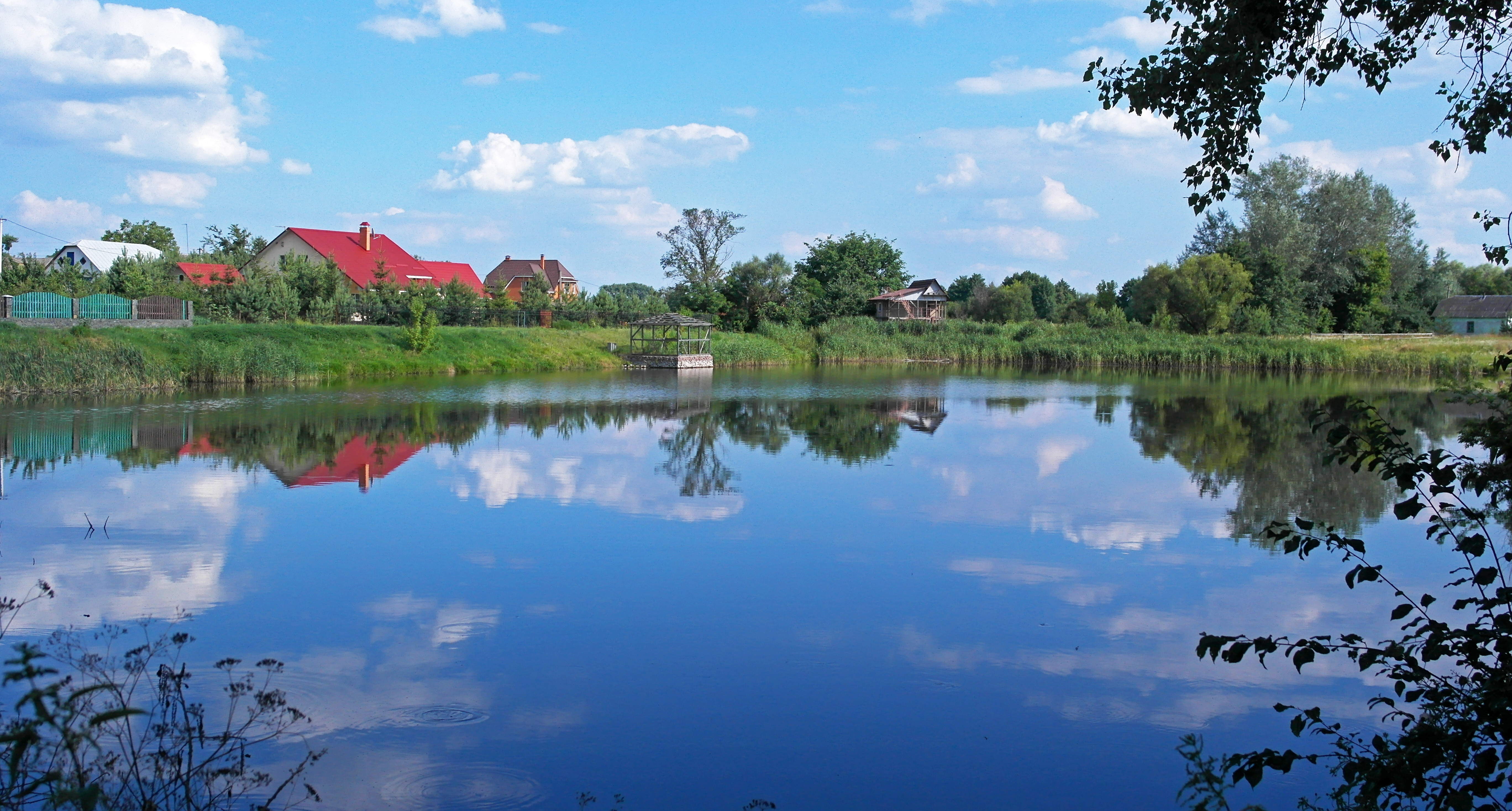
Став на річці Буча в Мотижині
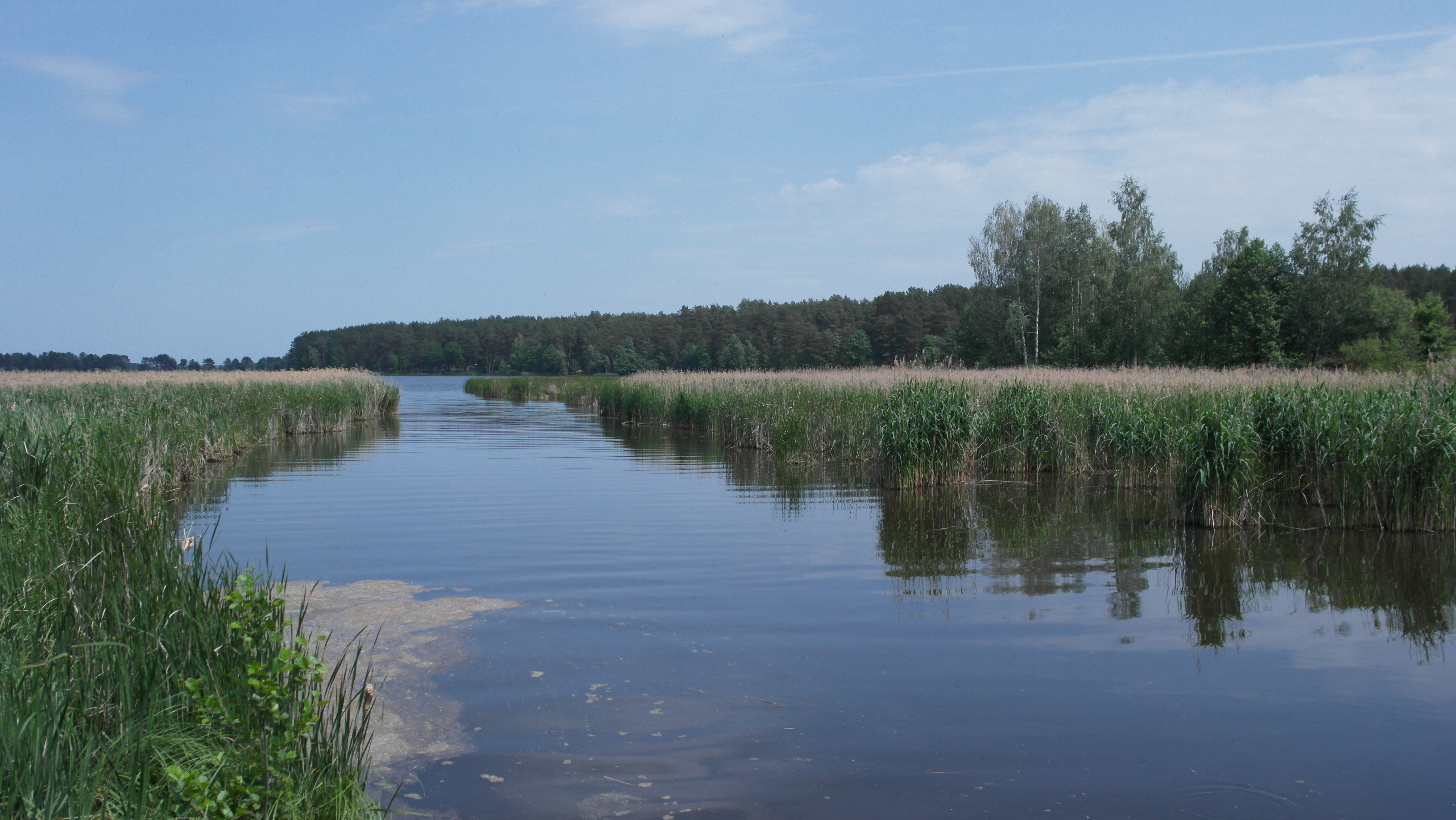
Бучанське водосховище біля міста Буча
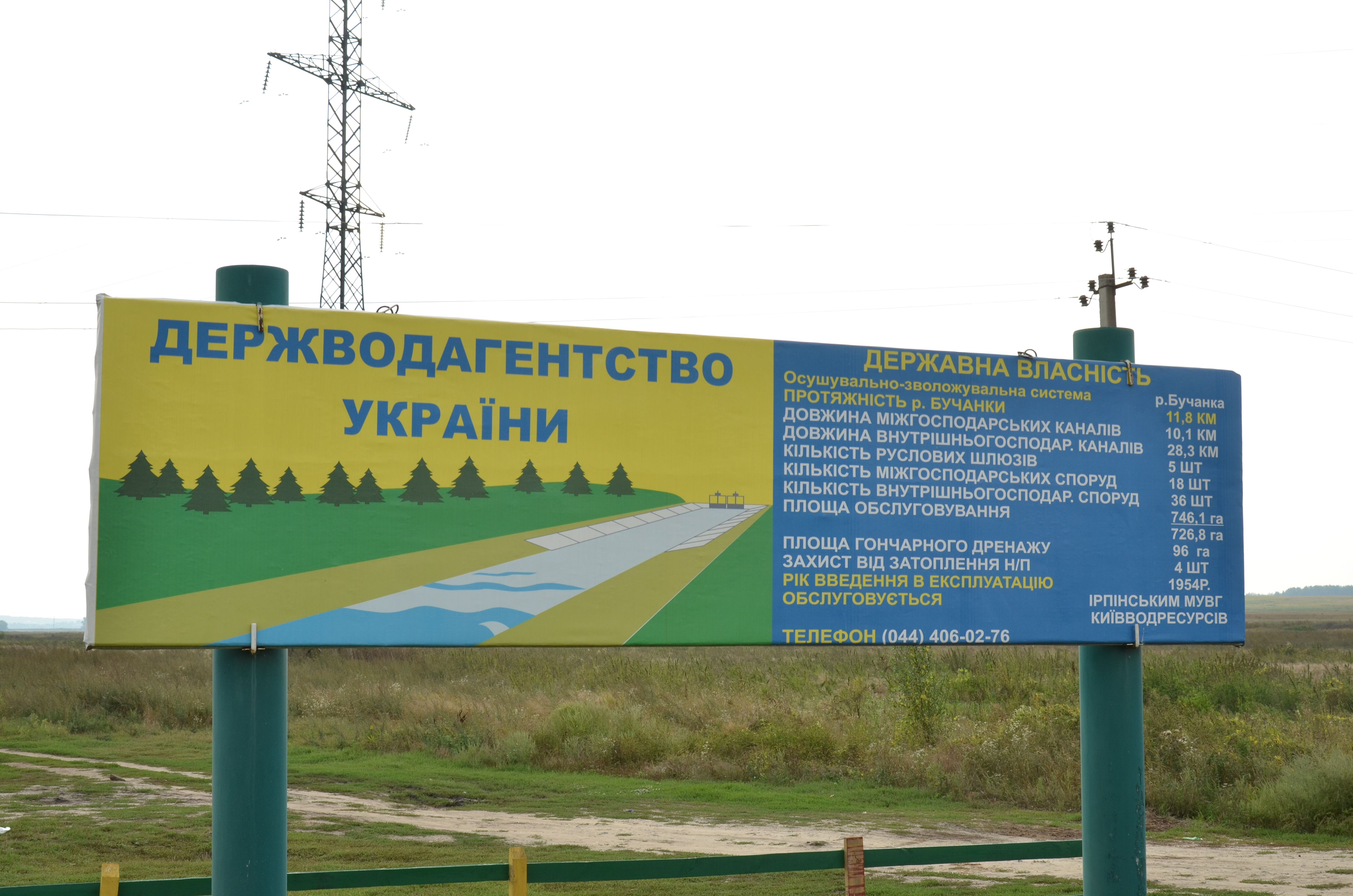
Інформаційний стенд річки Буча(Бучанка)
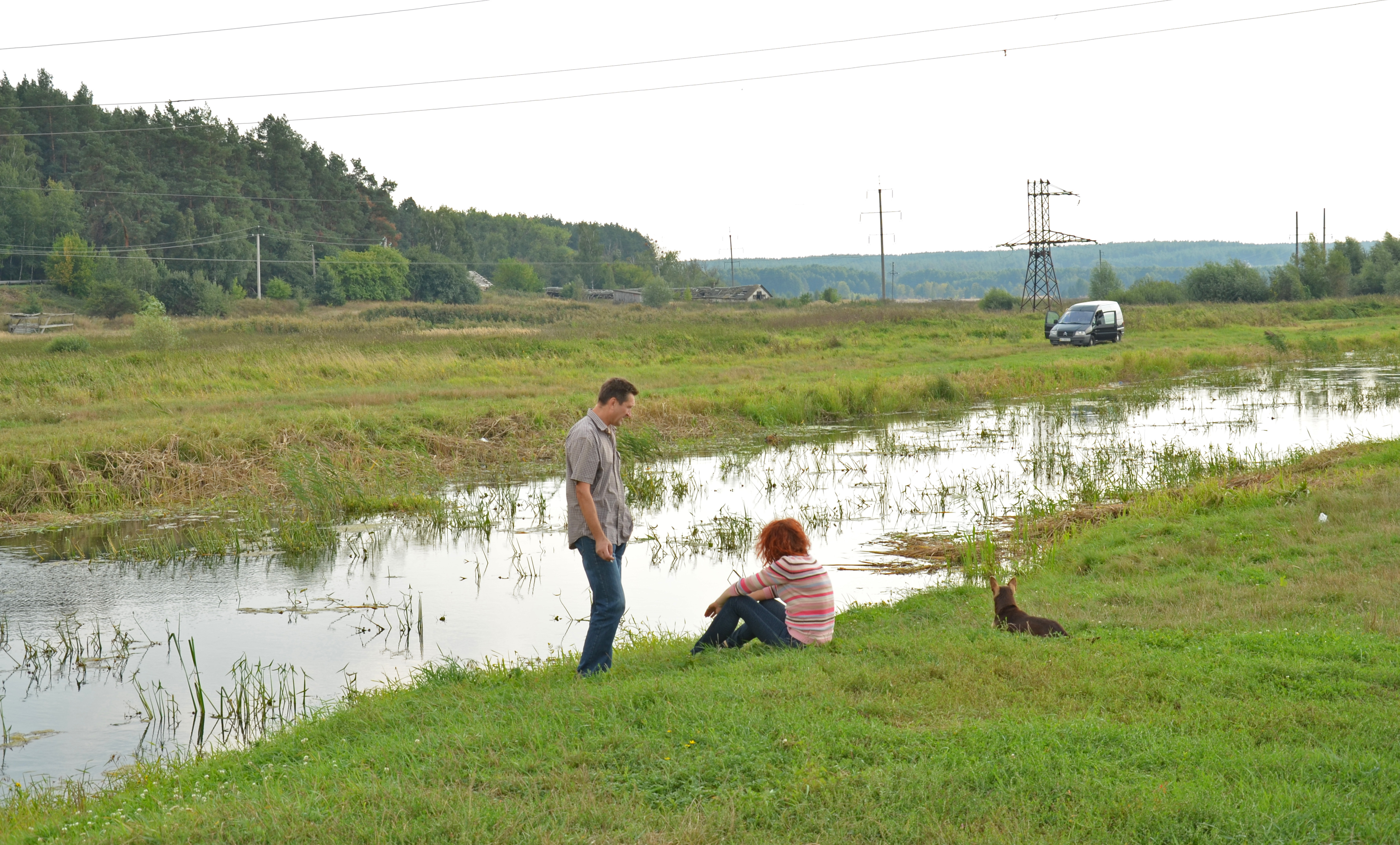
Буча біля Ірпеня
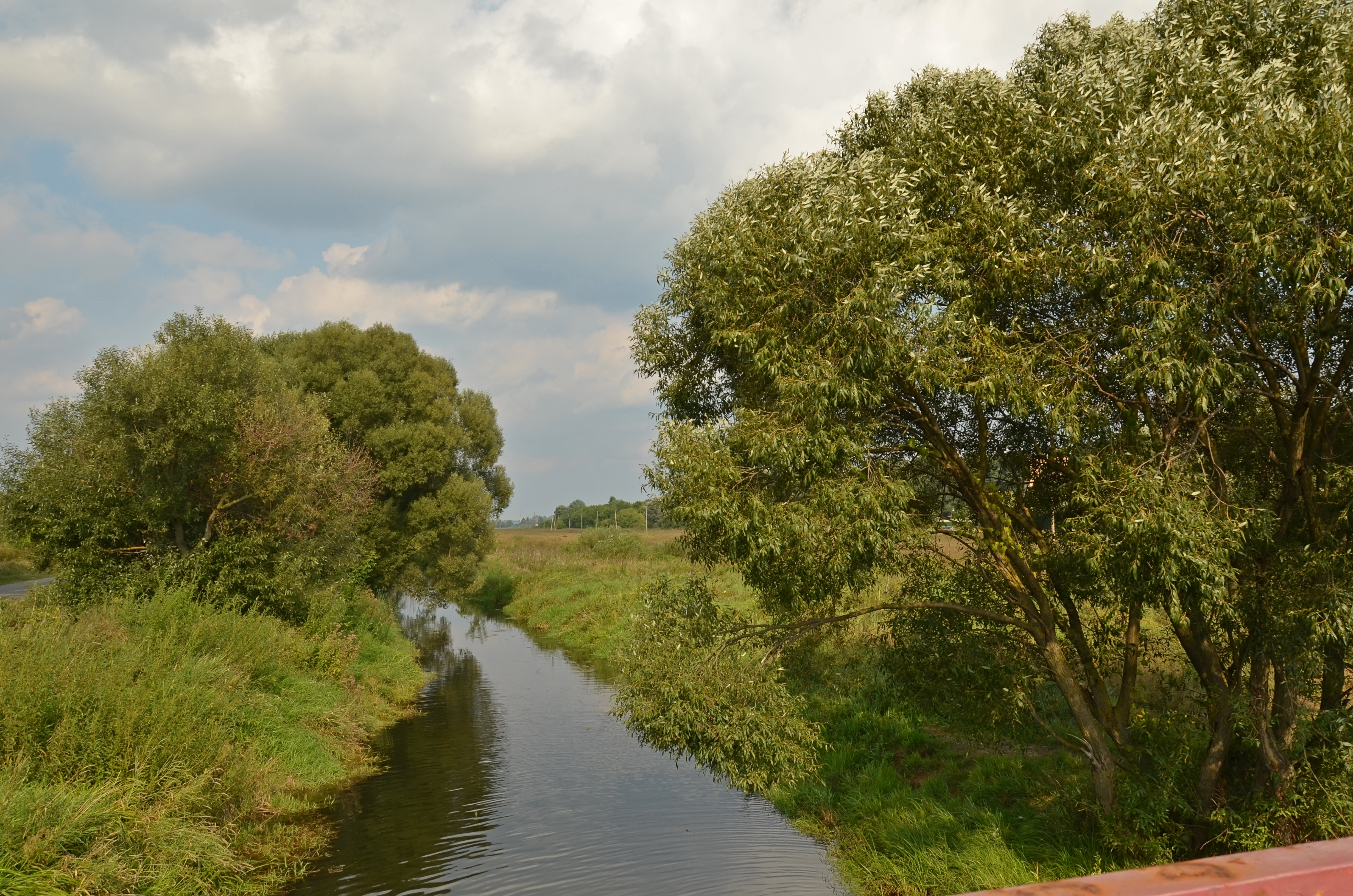
Буча біля Ірпеня
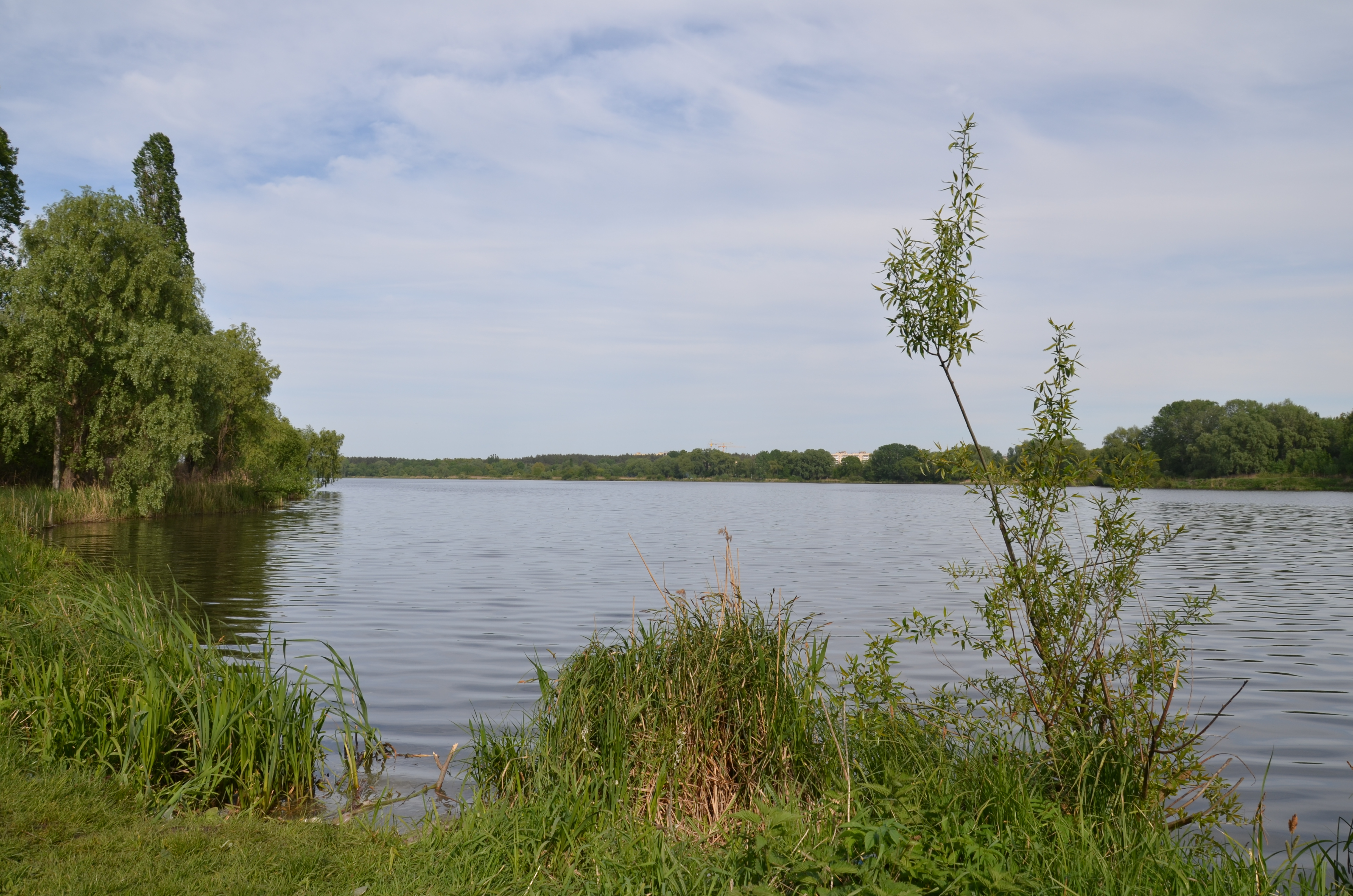
Озеро на річці Буча між Бучею і Ірпінем